# 天主教馬納爾教區
天主教馬納爾教區 （拉丁語：Diocesis Mannarensis）是斯里蘭卡一個羅馬天主教教區，屬科倫坡總教區。1981年1月24日自賈夫納教區分出，成為教區。
教區範圍包括斯里蘭卡西北部的馬納爾區和瓦武尼亞區，教座位於馬納爾。2004年有教友73,977人、28個堂區、51名司鐸。現任教區主教為拉亞普‧若瑟。